# Premio Heinrich Heine
El Premio Heinrich Heine, es un premio literario alemán concedido en Düsseldorf, existía asimismo un Premio Heinrich Heine en la RDA hasta 1990.

## Historia
Este premio entregado en Düsseldorf desde 1972 en recuerdo al 175 aniversario del nacimiento del poeta Heinrich Heine se empezó a conceder cada tres años, pero desde 1981 se concede cada dos excepto en 1995 que se retrasó a 1996, y con él se homenajea a una personalidad de las letras que a través de su obra haya plasmado ideales de Heinrich Heine tales como la preservación de los derechos humanos, la fe en el progreso social y político o el reconocimiento de una cultura común e igual a todos los hombres. La recompensa es una dotación de 25000 euros. 

### Laureados
- 1972 Carl Zuckmayer
- 1974 Kito Lorenc
- 1975 Pierre Bertaux
- 1978 Sebastian Haffner
- 1981 Walter Jens
- 1983 Carl Friedrich von Weizsäcker
- 1985 Günter Kunert
- 1987 Marion Gräfin Dönhoff
- 1989 Max Frisch
- 1991 Richard von Weizsäcker
- 1993 Wolf Biermann
- 1996 Władysław Bartoszewski
- 1998 Hans Magnus Enzensberger
- 2000 W. G. Sebald
- 2002 Elfriede Jelinek
- 2004 Robert Gernhardt
- 2006 Peter Handke (nominado pero rechazado)
- 2008 Amos Oz[1]
- 2010 Simone Veil[2]
- 2012 Jürgen Habermas[3]

### Polémica sobre el premio de 2006
El jurado del premio consta de cinco miembros del consejo municipal de Düsseldorf, un representante del Land de Renania del Norte-Westfalia, el presidente de la Universidad Heinrich Heine de Düsseldor y cinco especialistas literarios (profesores, críticos, periodistas…). Los cinco primeros dan un voto cada uno, y los otros dos. 
En el marco del 150 aniversario del fallecimiento de Heine, se otorgó el 20 de mayo de 2006 el premio a Peter Handke, con 12 votos a favor y 5 en contra. El alcalde de Düsseldorf, Joachim Erwin, felicitó a Handke, pero la mayoría del consejo municipal se opuso a esta decisión por las posiciones proserbias en las Guerras Yugoslavas y de su controvertida presencia en marzo en los homenajes de Slobodan Milošević, por lo que se le retiró el galardón.

## Heinrich Heine de la RDA
Variante oriental del premio que consistía en 15000 marcos.

### Laureados
- 1953 Stefan Heym
- 1957 Herbert Nachbar
- 1959 Heiner Müller, Wieland Herzfelde
- 1960 Gerd Semmer
- 1961 Armin Müller
- 1962 Hermann Kant
- 1963 Heinz Kahlau
- 1964 Christa Wolf, Hugo Huppert
- 1965 Heinz Knobloch
- 1970 Rolf Recknagel
- 1971 Volker Braun
- 1972 Stephan Hermlin, Hans Kaufmann
- 1973 Sarah Kirsch, Ulrich Plenzdorf
- 1974 Kito Lorenc
- 1975 Irmtraud Morgner, Eva Strittmatter
- 1976 Dieter Süverkrüp
- 1977 Heinz Czechowski
- 1978 Egon Richter
- 1979 Jürgen Rennert
- 1984 Bernt Engelmann (?), John Erpenbeck
- 1985 Peter Gosse
- 1987 Luise Rinser
- 1988 Peter Rühmkorf
- 1990 Hans-Eckardt Wenzel